# هاري بوريل
هاري بوريل (بالإنجليزية: Harry Burrell)‏ هو لاعب كرة قاعدة أمريكي، ولد في 26 مايو 1867 في بيثيل في الولايات المتحدة، وتوفي في 11 ديسمبر 1914 في أوماها في الولايات المتحدة.

## وصلات خارجية
- هاري بوريل على موقعبيزبول رفرنس.كوم (الدوري الرئيسي) (الإنجليزية)
- هاري بوريل على موقعبيزبول رفرنس.كوم (الدوري الثانوي) (الإنجليزية)